# Наталія Стржалка
Наталія Івона Стржалка (пол. Natalia Iwona Strzałka; нар. 4 серпня 1997) — польська борчиня вільного стилю, срібна призерка чемпіонату світу серед студентів, бронзова призерка чемпіонату Європи, багаторазова призерка чемпіонатів світу та Європи в молодших вікових групах, чемпіонка Європи серед молоді, бронзова призерка Літніх юнацьких Олімпійських ігор.

## Життєпис
Боротьбою почала займатися з 2010 року.
Виступає за спортивний клуб «Славія» Руда-Шльонська. Тренер — Ела Гармулевич (з 2010).

## Спортивні результати на міжнародних змаганнях

### Виступи на Чемпіонатах світу
| Змагання                        | Збірна | Вагова категорія          | Місце |
| ------------------------------- | ------ | ------------------------- | ----- |
| Чемпіонат світу з боротьби 2021 | Польща | жіноча боротьба, до 68 кг | 11    |
| Чемпіонат світу з боротьби 2022 | Польща | жіноча боротьба, до 68 кг | 22    |
| Чемпіонат світу з боротьби 2023 | Польща | жіноча боротьба, до 72 кг | 5     |

### Виступи на Чемпіонатах Європи
| Змагання                         | Збірна | Вагова категорія          | Місце  |
| -------------------------------- | ------ | ------------------------- | ------ |
| Чемпіонат Європи з боротьби 2022 | Польща | жіноча боротьба, до 68 кг | Бронза |
| Чемпіонат Європи з боротьби 2023 | Польща | жіноча боротьба, до 68 кг | 8      |

### Виступи на Чемпіонатах світу серед студентів
| Змагання                                        | Збірна | Вагова категорія          | Місце  |
| ----------------------------------------------- | ------ | ------------------------- | ------ |
| Чемпіонат світу з боротьби серед студентів 2018 | Польща | жіноча боротьба, до 72 кг | Срібло |

### Виступи на інших змаганнях
| Змагання                                                       | Збірна | Вагова категорія          | Місце  |
| -------------------------------------------------------------- | ------ | ------------------------- | ------ |
| Flatz Open 2015                                                | Польща | жіноча боротьба, до 69 кг | 8      |
| Гран-прі Іспанії з боротьби 2015                               | Польща | жіноча боротьба, до 69 кг | 19     |
| Відкритий чемпіонат Польщі з боротьби 2015                     | Польща | жіноча боротьба, до 69 кг | 13     |
| Кубок Алроси 2015                                              | Польща | жіноча боротьба, до 75 кг | Бронза |
| Henri Deglane Challenge 2015                                   | Польща | жіноча боротьба, до 69 кг | 5      |
| Flatz Open 2016                                                | Польща | жіноча боротьба, до 75 кг | Золото |
| Гран-прі Німеччини з боротьби 2016                             | Польща | жіноча боротьба, до 69 кг | 6      |
| Гран-прі Німеччини з боротьби 2017                             | Польща | жіноча боротьба, до 75 кг | 10     |
| Київський Міжнародний турнір з боротьби 2018                   | Польща | жіноча боротьба, до 68 кг | 5      |
| Меморіал Іона Корнеану і Ладислава Сімона 2018                 | Польща | жіноча боротьба, до 68 кг | Бронза |
| Чемпіонат Польщі з боротьби 2020                               | Польща | жіноча боротьба, до 72 кг | Золото |
| Відкритий чемпіонат Польщі з боротьби 2020                     | Польща | жіноча боротьба, до 68 кг | Бронза |
| Київський Міжнародний турнір з боротьби 2021                   | Польща | жіноча боротьба, до 68 кг | 10     |
| Олімпійський кваліфікаційний турнір з боротьби 2020 (Будапешт) | Польща | жіноча боротьба, до 76 кг | 14     |
| Олімпійський кваліфікаційний турнір з боротьби 2020 (Софія)    | Польща | жіноча боротьба, до 68 кг | 20     |
| Меморіал Маттео Пелліконе 2022                                 | Польща | жіноча боротьба, до 68 кг | 8      |
| Гран-прі Іспанії з боротьби 2022                               | Польща | жіноча боротьба, до 68 кг | Бронза |
| Відкритий чемпіонат Загреба з боротьби 2023                    | Польща | жіноча боротьба, до 68 кг | 12     |
| Меморіал Імре Поляка та Яноша Варги 2023                       | Польща | жіноча боротьба, до 68 кг | 16     |
| Відкритий чемпіонат Польщі з боротьби 2023                     | Польща | жіноча боротьба, до 68 кг | 7      |

### Виступи на змаганнях молодших вікових груп
| Змагання                                       | Збірна | Вагова категорія          | Місце  |
| ---------------------------------------------- | ------ | ------------------------- | ------ |
| Чемпіонат Європи з боротьби серед кадетів 2014 | Польща | жіноча боротьба, до 70 кг | Бронза |
| Чемпіонат світу з боротьби серед кадетів 2014  | Польща | жіноча боротьба, до 70 кг | Срібло |
| Літні юнацькі Олімпійські ігри 2014            | Польща | жіноча боротьба, до 70 кг | Бронза |
| Чемпіонат Європи з боротьби серед юніорів 2015 | Польща | жіноча боротьба, до 72 кг | 8      |
| Чемпіонат Європи з боротьби серед юніорів 2016 | Польща | жіноча боротьба, до 72 кг | 5      |
| Чемпіонат світу з боротьби серед юніорів 2016  | Польща | жіноча боротьба, до 72 кг | 8      |
| Чемпіонат Європи з боротьби серед юніорів 2017 | Польща | жіноча боротьба, до 72 кг | 8      |
| Чемпіонат світу з боротьби серед юніорів 2017  | Польща | жіноча боротьба, до 72 кг | 15     |
| Чемпіонат Європи з боротьби серед молоді 2016  | Польща | жіноча боротьба, до 69 кг | 9      |
| Чемпіонат Європи з боротьби серед молоді 2017  | Польща | жіноча боротьба, до 75 кг | 5      |
| Чемпіонат світу з боротьби серед молоді 2017   | Польща | жіноча боротьба, до 69 кг | 12     |
| Чемпіонат Європи з боротьби серед молоді 2018  | Польща | жіноча боротьба, до 68 кг | 7      |
| Чемпіонат світу з боротьби серед молоді 2018   | Польща | жіноча боротьба, до 68 кг | 9      |
| Чемпіонат Європи з боротьби серед молоді 2019  | Польща | жіноча боротьба, до 68 кг | Золото |
| Чемпіонат світу з боротьби серед молоді 2019   | Польща | жіноча боротьба, до 68 кг | Бронза |